# Morena (Distrikt)
Der Distrikt Morena (Hindi: मुरैना जिला) ist ein Distrikt des indischen Bundesstaats Madhya Pradesh mit knapp 2 Millionen Einwohnern (2011). Verwaltungs- und Wirtschaftszentrum ist die etwa 220.000 Einwohner zählende Stadt Morena. Der Distrikt entstand im Jahr 1947 und erhielt seine heutige Form durch Abtrennung des Distrikts Sheopur im Jahr 1998.

## Geografie
Der Distrikt Morena liegt im Nordwesten des Bundesstaats Madhya Pradesh in den nordwestlichen Ausläufern des Vindhyagebirges in Höhen um 150 bis 250 m ü. d. M. Er grenzt im Nordwesten an Rajasthan, im Norden Uttar Pradesh, im Osten an den Distrikt Bhind, im Südosten an den Distrikt Gwalior und im Süden an den Distrikt Sheopur. Wichtigste Flüsse sind der Chambal, der durchgängig die natürliche Nordgrenze des Distrikts markiert und sein Nebenfluss, der Kwari (oder Kunwari).

## Geschichte
Zur Zeit Britisch-Indiens gehörte das Gebiet von Morena zum Fürstenstaat Gwalior. Nach dem Ende der britischen Kolonialherrschaft 1947 schloss sich Gwalior der Union von Fürstenstaaten Madhya Bharat an, die am 28. Mai 1948 der Indischen Union beitrat. Madhya Bharat wurde im States Reorganisation Act 1956 Madhya Pradesh angegliedert und seitdem ist Morena ein Distrikt von Madhya Pradesh. Am 22. Mai 1998 wurde die Division Sheopur des Distrikts Morena als eigener Distrikt abgetrennt. Die Distriktfläche verkleinerte sich dadurch von 11.595 km² auf 4989 km².

## Bevölkerung
Die folgende Tabelle zeigt die Bevölkerungsentwicklung seit 1991.
| Jahr      | 1991      | 2001      | 2011      |
| Einwohner | 1.279.094 | 1.592.714 | 1.965.970 |

Hindus dominieren in den Dörfern auf dem Lande (ca. 90 %); in den Städten gibt es auch eine nicht unerhebliche Zahl von Muslimen (ca. 4 % der Gesamtbevölkerung). In der Dekade zwischen 2001 und 2011 wuchs die Bevölkerung um 23,4 % auf knapp 2 Millionen an, wobei der männliche Bevölkerungsanteil den weiblichen um etwa 12 % übersteigt. Etwa 76 % der Bevölkerung lebt in den Dörfern auf dem Lande; ein knappes Drittel der Menschen sind Analphabeten.

## Verwaltungsgliederung

### Tehsils
Im Jahr 2023 war der Distrikt in acht Tehsils unterteilt: Morena Urban, Morena Rural, Banmore, Ambah, Porsa, Jaura, Sabalgarh und Kailaras.

### Städtische Siedlungen
Bei der Volkszählung 2011 wurden neun städtische Siedlungen registriert, davon vier Municipalities, vier Nagar Panchayats (NP) und eine Census town (CT). Im Folgenden sind die Einwohnerzahlen 2011 wiedergegeben.
- Ambah (M, 47.177)
- Porsa (M, 39.669)
- Jaura Khurd (CT, 32.087)
- Morena (M, 200.482)
- Bamor (NP, 32.838)
- Joura (NP, 42.153)
- Kailaras (NP, 25.920)
- Jhundpura (NP, 9.803)
- Sabalgarh (M, 40.333)

## Wirtschaft
Traditionell spielt die Landwirtschaft die dominierende Rolle im Wirtschaftsleben des Distrikts; Hauptanbauprodukte sind Sojabohnen, Linsen, Weizen und Raps. In den Städten haben sich Handwerk, Handel sowie kleinere Industrie- und Dienstleistungsunternehmen angesiedelt.

## Sehenswürdigkeiten

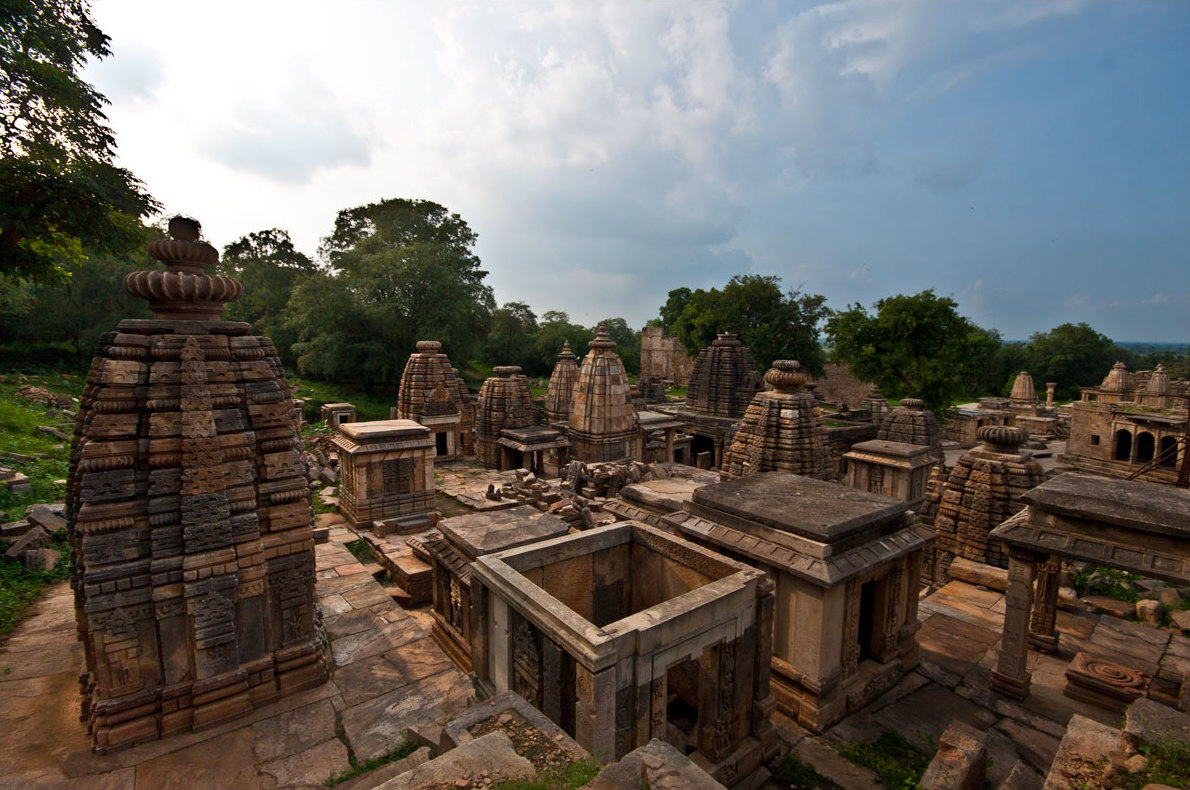
Bateshwar-Tempel

Die Gegend um Gwalior und Morena spielte in der indischen Geschichte eine nicht unbedeutende Rolle – hier entstanden mehrere bedeutende mittelalterliche Tempelstätten: Ungefähr 25 km nordöstlich von Gwalior bzw. gut 40 km südöstlich von Morena liegt die kleine Ortschaft Naresar mit einer Vielzahl von kleineren bis mittelgroßen Tempeln aus der Pratihara-Zeit (7. bis 10. Jh.). Ca. 12 km nordwestlich beim Ort Aiti befindet sich ein kleiner turmloser Tempel aus späterer Zeit mit einer langgestreckten Vorhalle (mandapa); weitere ca. 10 km nördlich befindet sich der runde Chausath-Yogini-Tempel von Mitaoli (auch Mitawali oder Mitauli). Ungefähr 5 km westlich von Mitauli erstreckt sich in einem Talkessel bei Padhawali der Tempelkomplex von Bateshwar mit über 200 Einzeltempeln; auch der Shiva-Tempel im Padhawali-Fort ist von außerordentlicher künstlerischer Qualität. Ca. 20 km nördlich von Mitaoli beim Ort Sihoniya erheben sich die noch immer imposanten Ruinen des Kakan-Math-Tempels sowie mehrerer Jain-Tempel.
Unter dem Mogul-Herrscher Jahangir entstand im 17. Jahrhundert die 14 km südöstlich von Morena liegende Stadt Nurabad; das Fort oberhalb der Stadt Sabalgarh stammt ebenfalls aus der Zeit.

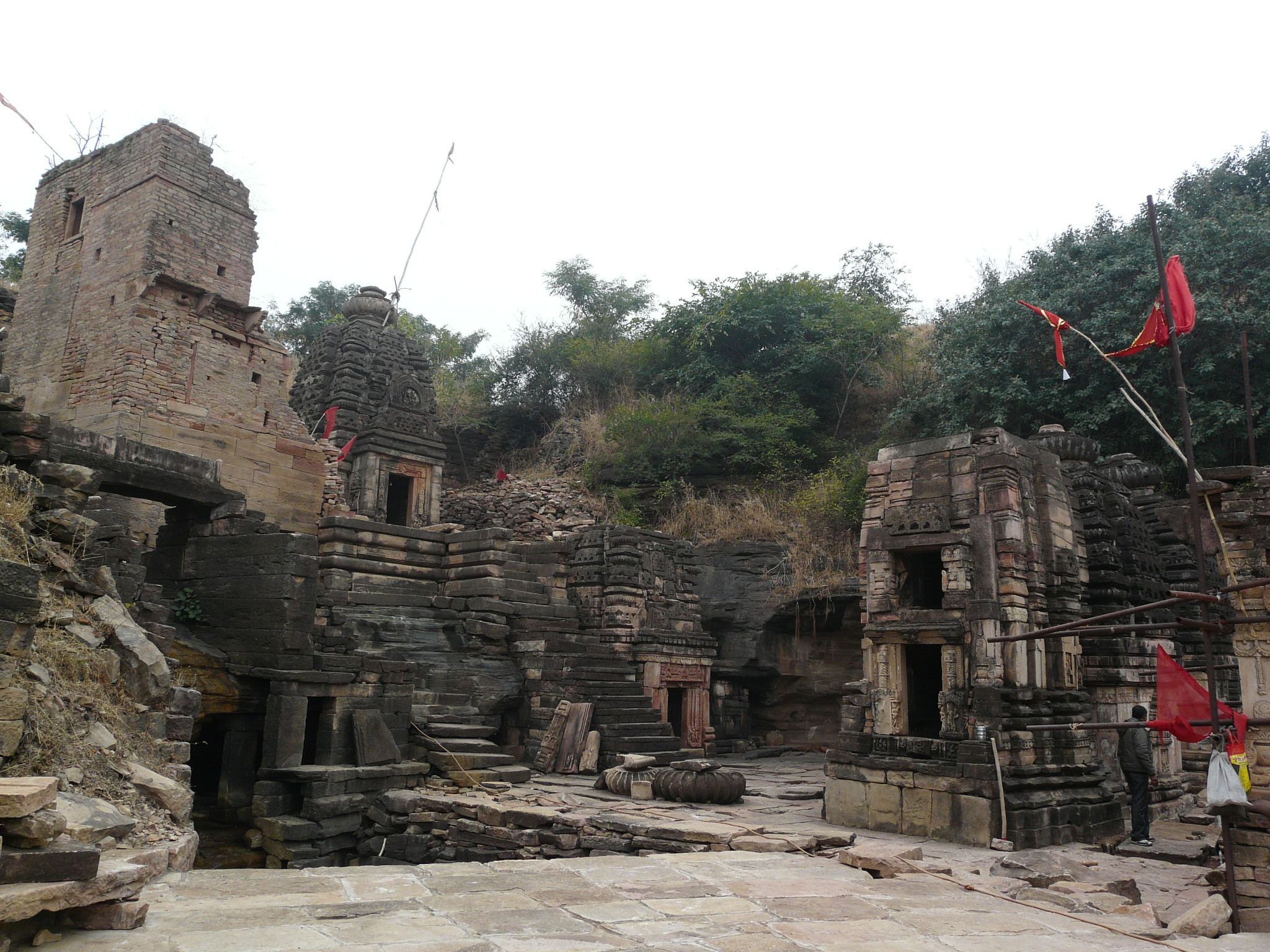
Naresar, Tempel
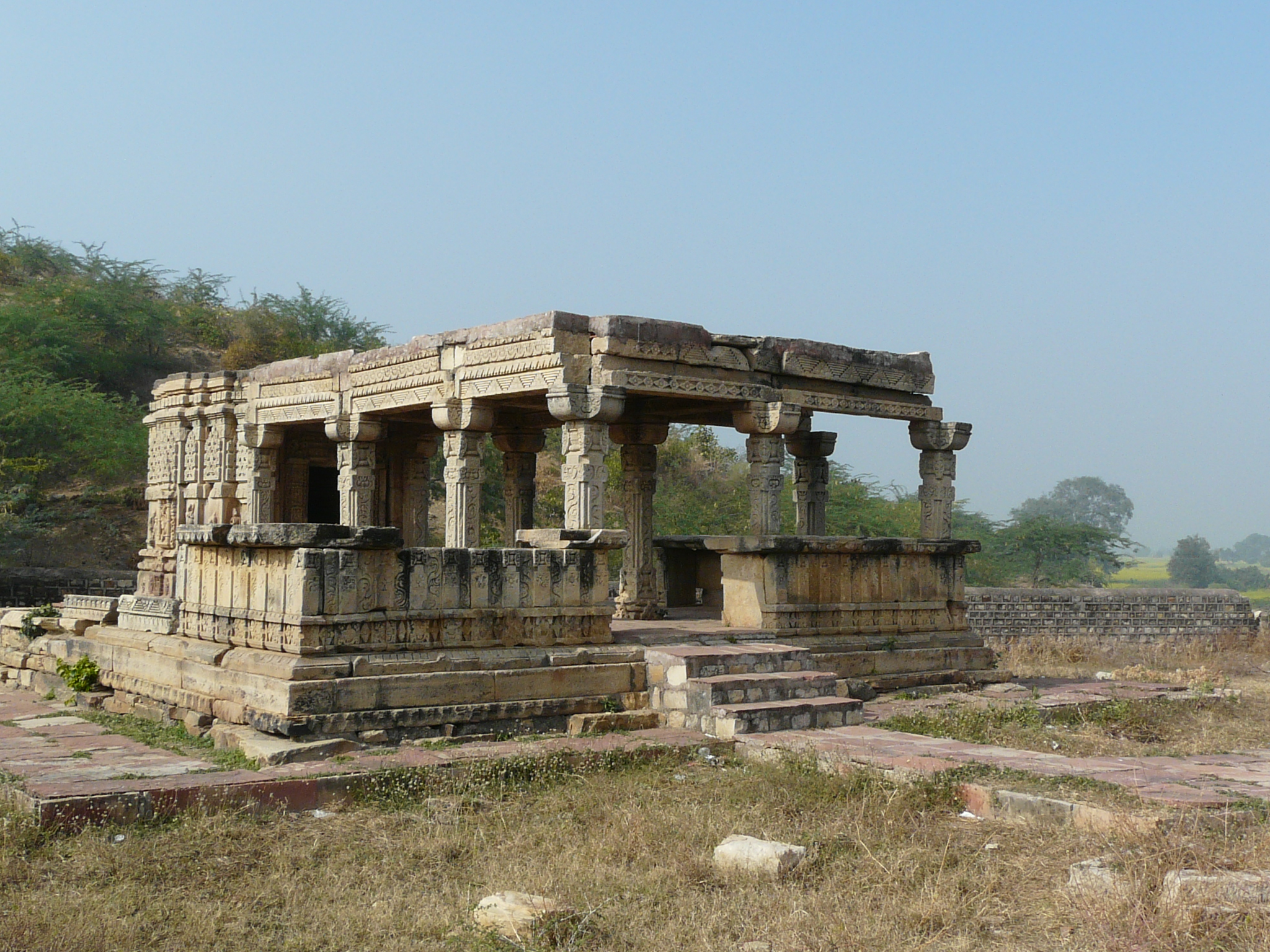
Aiti, Shiva-Tempel
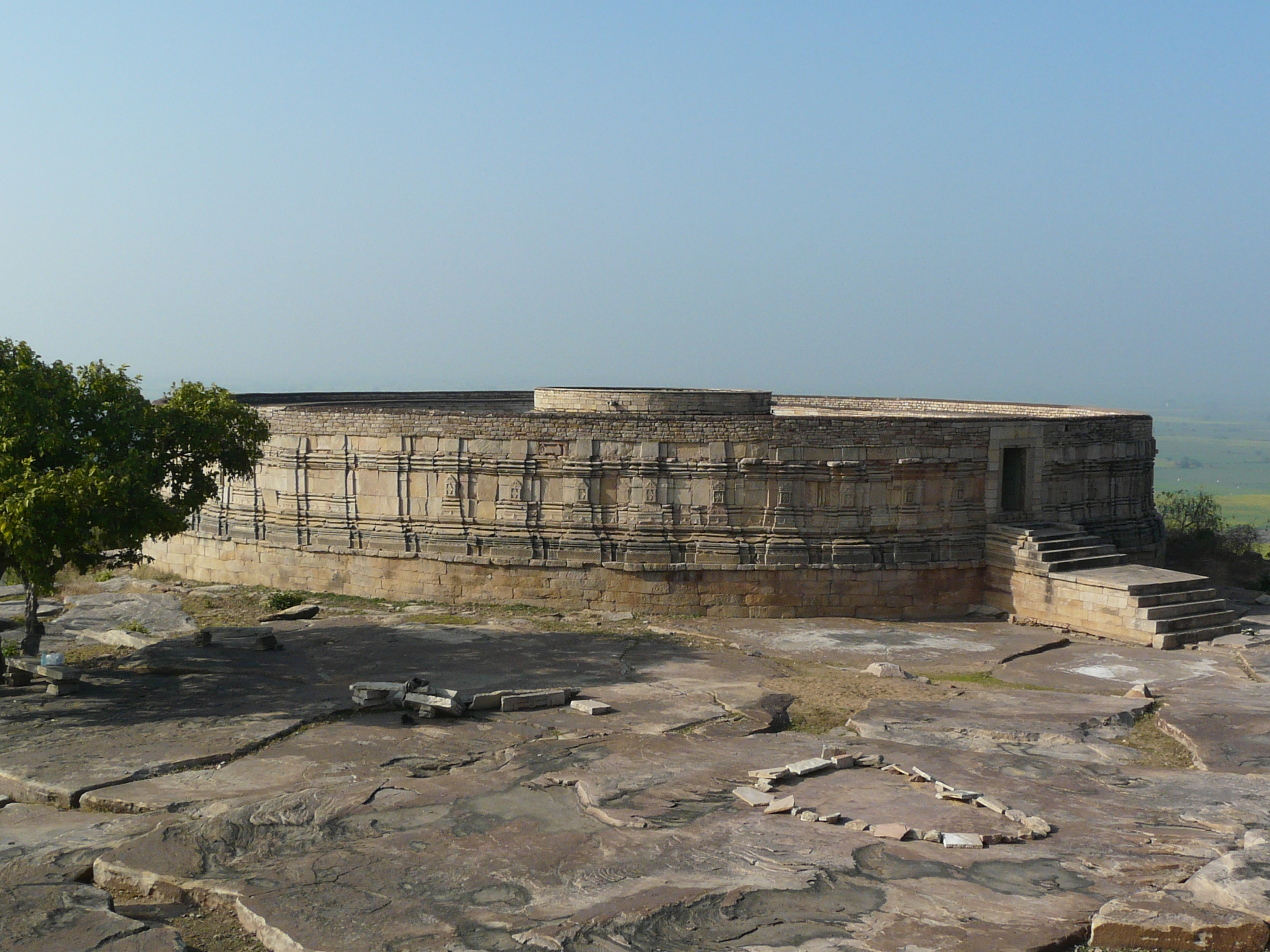
Mitauli, 64 Yogini-Tempel
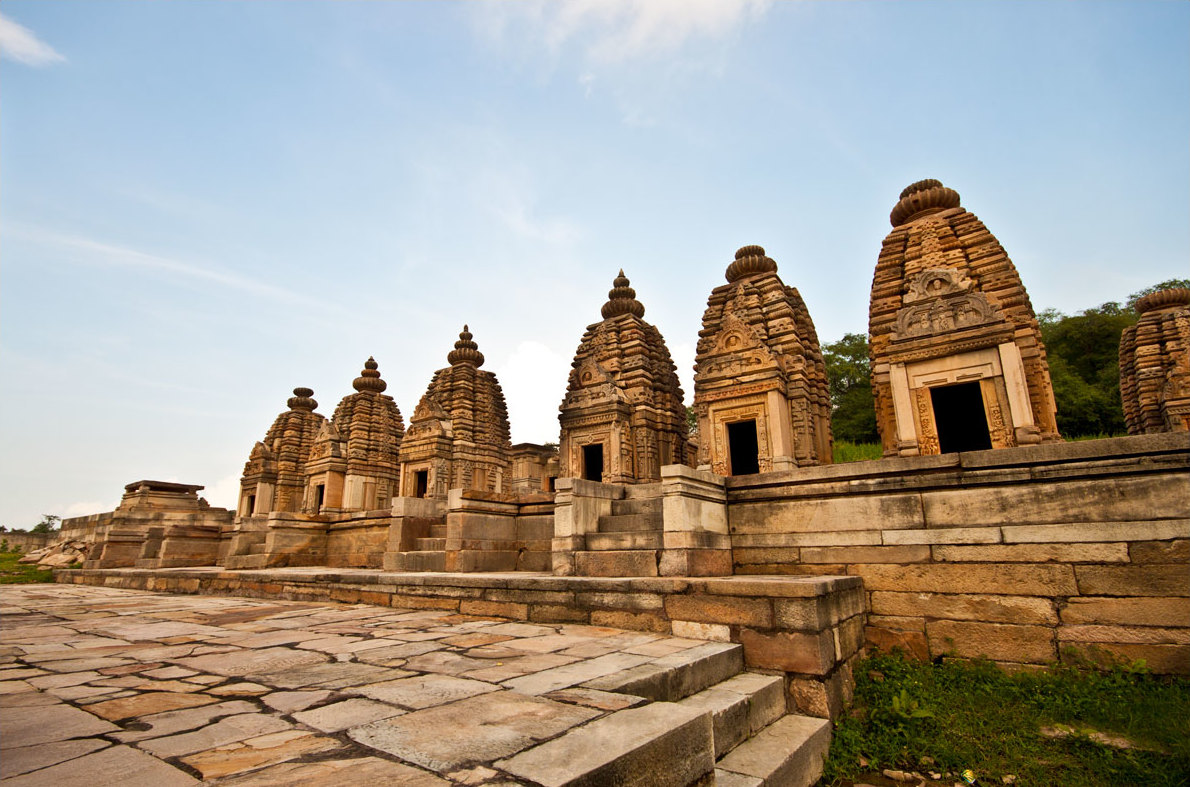
Bateshwar-Tempel
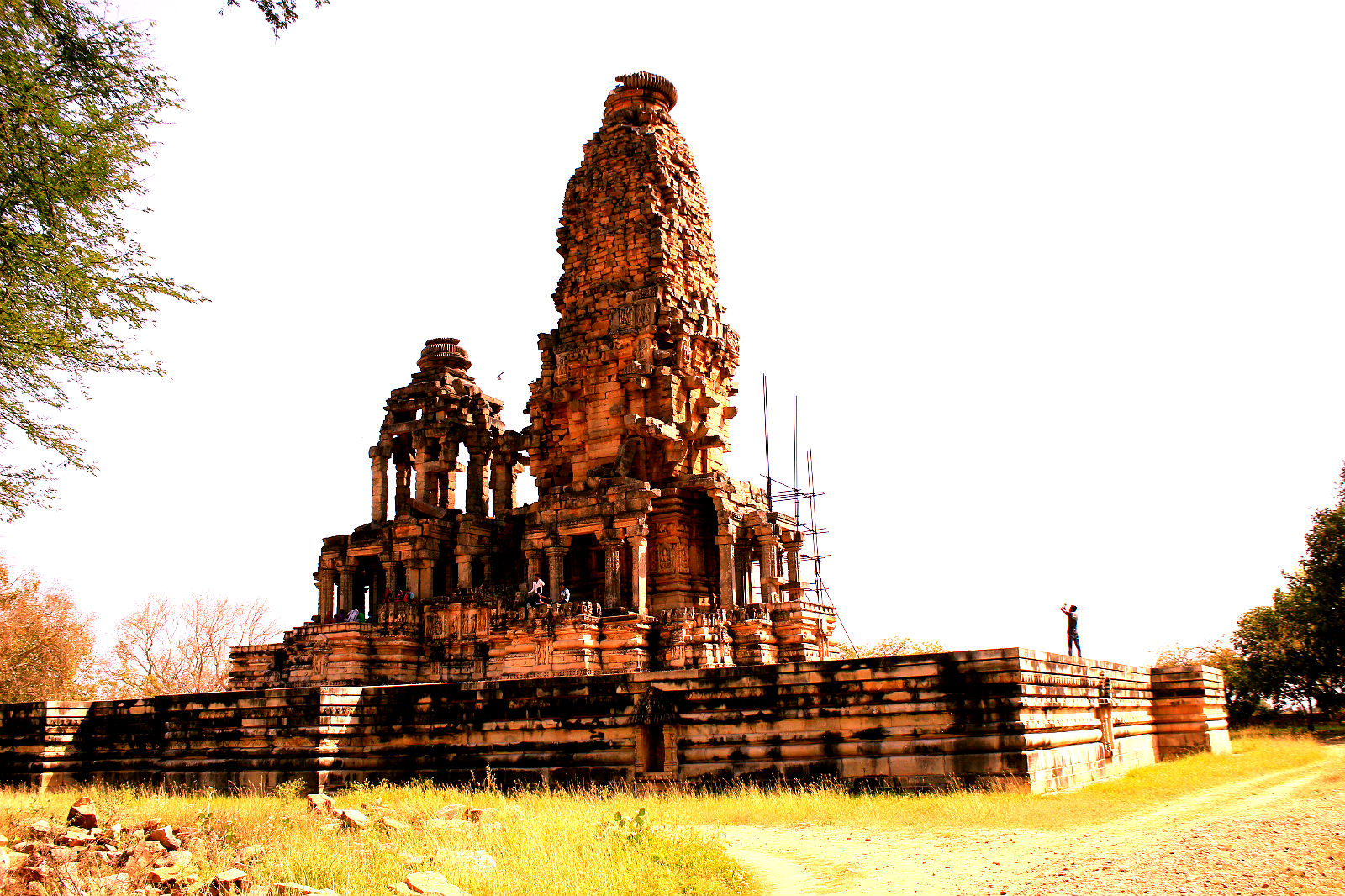
Sihonya, Kakan-Math-Tempel
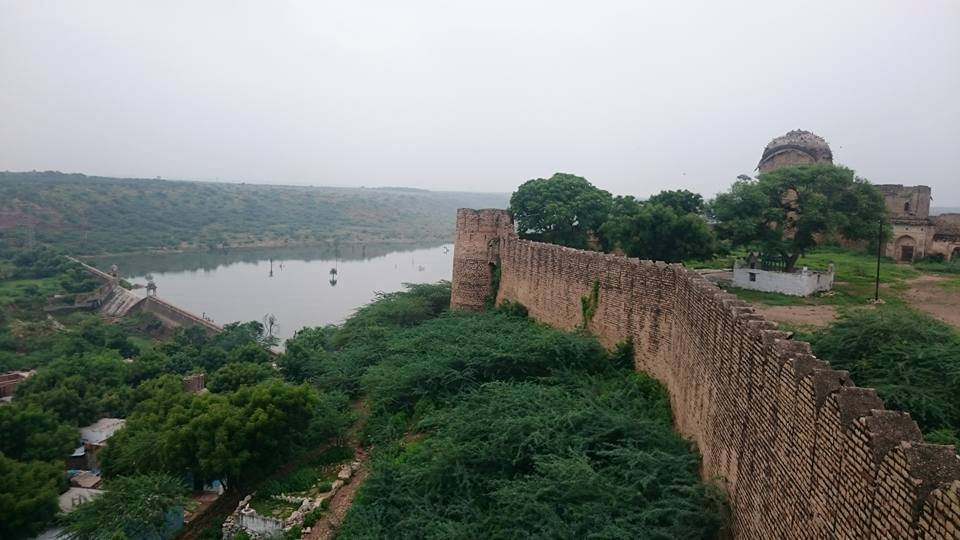
Sabalgarh, Fort